# .рф
.рф è il dominio di primo livello nazionale in cirillico assegnato alla Russia.
Ad agosto 2023 sono stati registrati oltre 700 000 domini.